# Bizaar
Bizaar è un album del gruppo horrorcore statunitense Insane Clown Posse. È uscito in contemporanea con l'album Bizzar.

## Tracce
1. Intro
2. Take Me Away
3. Fearless
4. Rainbows And Stuff
5. Whut? (feat. Twiztid)
6. Still Stabbin
7. Tilt-A-Whirl
8. We Gives No Fuck
9. Please Don't Hate Me
10. Behind The Paint
11. My Homie Baby Mama
12. The Pendulum's Promise